# Jakobitism

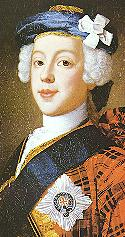
Karl Edvard Stuart, Bonnie Prince Charlie

Jakobitism var den politisk-religiösa rörelse som mellan 1688 och 1746 försökte återinsätta det stuartska kungshuset på Englands, Skottlands och Irlands troner. Rörelsen uppstod när Jakob II av England / Jakob VII av Skottland), som i hemlighet konverterat till katolicismen 1668 eller 1669 och sedan efterträtt sin protestantiske och barnlöse bror Karl II på tronen 1685, störtades 1688 i "den ärorika revolutionen" och ersattes av det samregerande paret Vilhelm III och Maria II (Jakobs protestantiska dotter).
Åtskilliga av Jakobs anhängare, som blev kända som "jakobiter", följde med honom när han 1688 flydde till Frankrike, och sedan levde där under Ludvig XIV:s beskydd, men de flesta stannade kvar i hemlandet, främst i Skottland och på Irland, och upprätthöll därifrån förbindelser med Jakobs hov i Saint-Germain.
Jakobiternas strävan gick först ut på att återinsätta den landsflyktige Jakob på tronen. Efter hans död 1701 inriktade man sig på att försöka säkra kronan åt hans son Jakob Edvard Stuart, och när denne 1715 gav upp tankarna på att bli engelsk och skotsk kung, satsade jakobiterna slutligen på hans sonson Karl Edvard Stuart ("Bonnie Prince Charles").
Jakobiternas kamp för att återinsätta det stuartska kungahuset på tronen ledde till en rad uppror och krig på Irland, i Skottland och i England, kollektivt kallade jakobitupproren. De viktigaste slagen i denna konflikt var det irländska slaget vid Boyne 1690, där Jakob II förgäves försökte återta makten men tvingades fly tillbaka till Frankrike, upproret 1715 i Skottland, där hans son försökte och gav upp, samt slutligen 1745 års skotska uppror, som slutade med slaget vid Culloden 1746, där sonsonen "Bonnie Prince Charles" besegrades och därefter jagades över hela de skotska högländerna i fyra månader innan han lyckades ta sig tillbaka till Frankrike.
Den siste av huset Stuart som gjorde anspråk på den brittiska tronen var Henry Benedict Stuart, "Bonnie Prince Charles" yngre bror, som var katolsk kardinal. När brodern dog 1788 hävdade han sin arvsrätt till tronen och kallade sig Henrik IX.

## Politiska grundvalar
De politiska grundsatserna för jakobitismen kretsade kring följande principer:
Legitimism och ätten Stuarts rätt till tronen: Jakobiterna stödde ättlingarna till den avsatte kung Jakob II av England (och VII av Skottland) och hans katolska efterkommande, särskilt "den gamla pretendenten" Jakob Frans Edvard Stuart och "den unga pretendenten" Karl Edvard Stuart. De ansåg att Stuart-dynastin hade en gudomlig och legitim rätt till tronen, i motsats till de protestantiska hannoverianska monarker som tog makten efter 1714.
Motstånd mot protestantisk succession: Jakobitismen var starkt kopplad till katolsk tro och motsatte sig den protestantiska successionsordningen som etablerades genom Act of Settlement 1701, vilken uteslöt katoliker från tronen. De såg detta som en kränkning av den rättmätiga monarkiska ordningen.
Absolut monarki och gudomlig rätt: Jakobiterna hyllade ofta en stark monarki baserad på principen om kungadömet av Guds nåde (divine right of kings), där kungen inte var bunden av parlamentets vilja utan styrde med auktoritet från Gud. Detta stod i kontrast till den konstitutionella monarki som utvecklades under hannoverianerna.
Kulturell och regional identitet: Särskilt i Skottland och Irland var jakobitismen också en rörelse för att bevara lokala traditioner, språk och kultur mot vad som uppfattades som engelsk dominans och centralisering. Många skotska klaner stödde jakobiterna av lojalitet till Stuart-dynastin och som ett motstånd mot unionen mellan Skottland och England (1707). I praktiken var många av de skotska högländare som utgjorde det stora antalet soldater i de jakobitiska arméerna utkommenderade av sina klanhövdingar på feodal grund.
Anti-whig och konservatism: Jakobiterna motsatte sig whig-partiets inflytande, som stödde parlamentets makt och protestantisk succession. De hade ofta en konservativ hållning, med fokus på tradition, lojalitet och hierarki snarare än liberala eller reformistiska idéer.
Religiös tolerans (i viss utsträckning): Även om jakobiterna ofta förknippades med katolicism, försökte vissa jakobitiska ledare, som Karl Edvard Stuart under upproret 1745, framstå som förespråkare för religiös tolerans för att vinna bredare stöd, inklusive från protestanter.
Det här avsnittet är helt eller delvis baserat på material från  engelskspråkiga Wikipedia, Jacobitism, 18 mars 2025.

## Den korrekta kungalängden enligt jakobiterna
Trots att jakobitismen i princip dog i slaget vid Culloden, och trots att ingen ställde upp som tronpretendent efter Henrik Benedict Stuart, har det ända sedan dess funnits en liten grupp hängivna jakobiter som hävdat att avsättningen av Jakob II var olaglig, liksom 1689 års Bill of Rights och 1701 års successionsordning, som fråntog huset Stuart all arvsrätt till tronen och i stället överlämnade den till Sofia av Hannover och hennes ättlingar. Enligt jakobiterna borde den brittiska kungalängden sedan 1685 ha sett ut som följer:
Från huset Stuart
- Jakob II av England / Jakob VII av Skottland 1685–1701
- Jakob III av England / Jakob VIII av Skottland 1701–1766, son till Jakob II / VII
- Karl III av England och Skottland 1766–1788, äldre son till Jakob III / VIII
- Henrik IX av England / I av Skottland 1788–1807, yngre son till Jakob III / VIII, den siste tronpretendenten

Från huset Savojen
- Karl IV av England och Skottland 1807–1819, dottersons sonson till Jakob II:s yngre syster Henrietta Anna Stuart
- Viktor I av England och Skottland 1819–1824, yngre bror till Karl IV
- Maria II av England och Skottland 1824–1840, dotter till Viktor I

Från huset Habsburg-Este
- Frans I av England och Skottland 1840–1875, son till Maria II
- Maria III av England och Skottland 1875–1919, dotter till Frans I:s yngre bror Ferdinand

Från huset Wittelsbach
- Robert I av England, IV av Skottland 1919–1955, son till Maria III
- Albert I av England och Skottland 1955–1996, son till Robert I / IV
- Frans II av England och Skottland 1996– , son till Albert I